# Bundesstraße 207
Bundesstraße 207 er en bundesstraße i det nordlige Tyskland mellem Puttgarden Færgehavn og Heiligenhafen, og Lübeck og til Breitenfelde ved Hamborg. Vejen går igennnem delstaten Slesvig-Holsten og Hamburg og er 102 km lang.